# Lycée Alexandre Dumas
Il Lycée Alexandre Dumas (Liceo Alexandre Dumas, ex Lycée Florent-Schmitt), è una scuola secondaria francese situata a Saint-Cloud, nel dipartimento di Hauts-de-Seine, nella regione Ile-de-France. È una scuola pubblica che offre corsi di italiano, cinese, inglese della sezione europea, spagnolo, tedesco e portoghese, e corsi preparatori di economia generale che offrono tutte le opzioni.
Nel 2019 ha adottato la nuova riforma con nove specializzazioni.

## Alunni di rilievo
- Jean Jolivet, filosofo francese
- Marine Le Pen, politica francese[3]